# CRTC2
El coactivador transcripcional regulado por CREB 2, también conocido como CRTC2, es una proteína codificada en humanos por el gen crtc2.
La proteína CRTC2, inicialmente llamada TORC2, es un coactivador transcripcional del factor de transcripción CREB y un regulador central de la expresión de los genes implicados en el proceso de gluconeogénesis en respuesta a la presencia de AMPc.

## Interacciones
La proteína CRTC2 ha demostrado ser capaz de interaccionar con:
- SNF1LK2[5]
- YWHAQ[5][6]